# Фран Альбрехт
Фран Альбрехт (словен. Fran Albreht, уроджений Франц Альбрехт (словен. Franc Albreht; 17 листопада 1889, Штейн — 11 лютого 1963, Любляна) — словенський поет, редактор, мер Любляни (1945—1948).

## Біографія
Народився 17 листопада 1889 місті Штейн (нині Камник). Навчався у Віденському університеті, з ранніх років захоплювався поезією, став пізніше літературним критиком. У 1920-ті роки став редактором літературного журналу «Люблінський дзвін». Після того, як в 1932 році на журнал стала тиснути влада через сильне поширення словенського націоналізму, покинув пост редактора і заснував новий журнал під назвою «Содобность» (словен. Sodobnost — Сучасність) разом з критиком Йосипом Відмара і поетом Ферден Козаком. Публікувався під псевдонімом «Русмір».
В юності Альбрехт дотримувався ліберальних ідей і багато часу проводив в ліберальних політичних гуртках, але з часом змінив свої погляди на більш ліві. У його журналі «Sodobnost» стали частіше публікуватися поети-марксисти і інші комуністи. Журнал став дуже популярним в лівому русі.

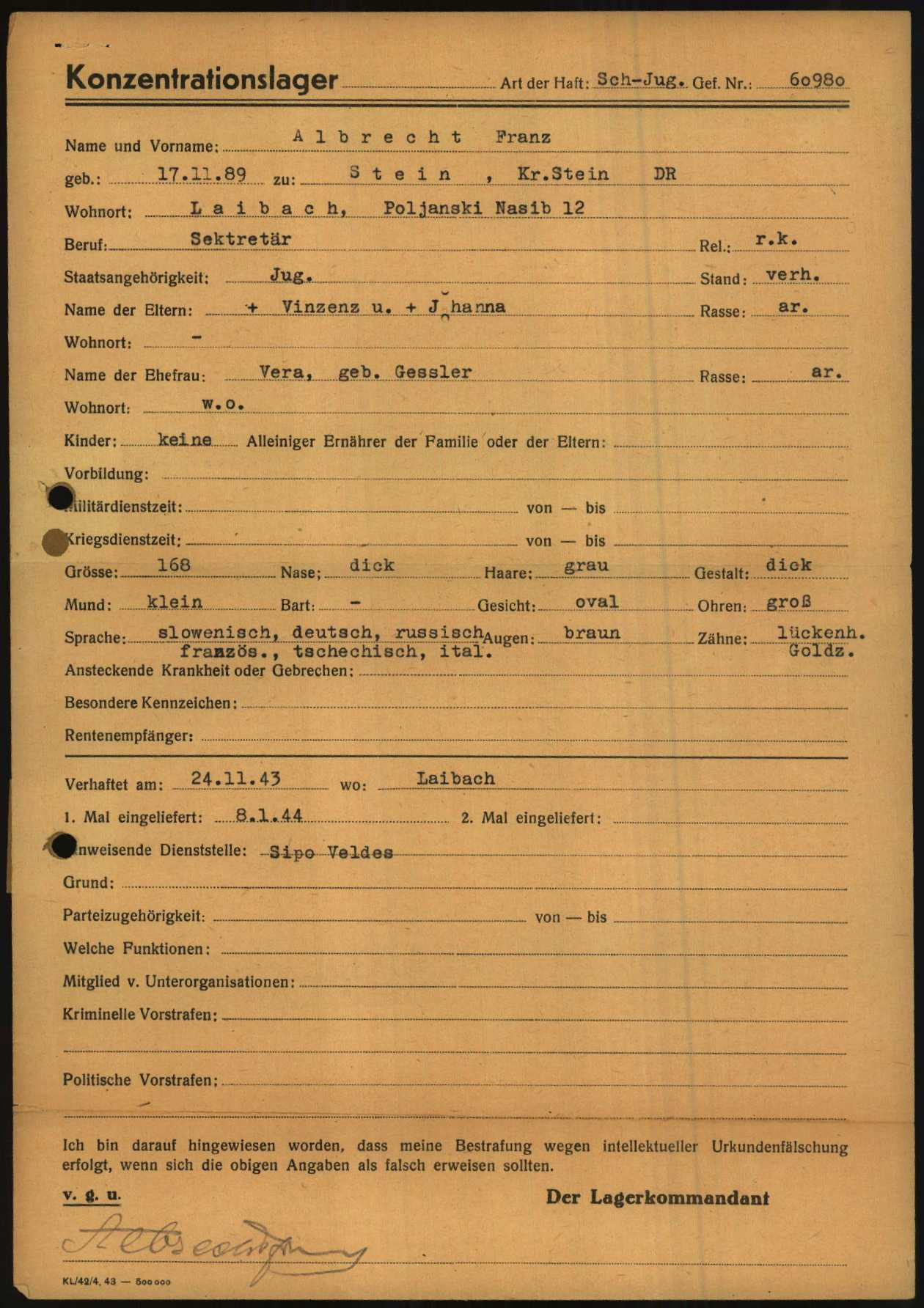
Реєстраційний формуляр Фран Альбрехт як в'язня в нацистському концтаборі Дахау

У квітні 1941 року після захоплення Югославії німцями Фран пішов в підпілля і вступив у Визвольний фронт Словенії, який допомагав словенському антифашистського руху в роки Народно-визвольної війни. Неодноразово Франа заарештовувала італійська поліція. У 1944 році німці заарештували його і відправили до концтабору Дахау.
У 1945 році після закінчення війни і свого звільнення Альбрехт був призначений мером Любляни, пропрацювавши там до 1948 року. Покинути пост йому довелося після того, як його заарештували і звинуватили в антикомуністичної діяльності. Деякий час він провів у в'язниці. Літературну діяльність не припиняв до самої смерті: деякі його твори були опубліковані вже посмертно.
Був одружений з поетесою Вірою Альбрехт.
Помер 11 лютого 1963 Любляні. Похований на кладовищі Жале.
Нагороджений літературною премією імені Франца Прешерна в 1960 році. За допомогу Народно-визвольного руху нагороджений Орденом братства і єдності II ступеня (срібним) і медаллю Партизанської пам'яті 1941 року.